# Darko Nikolovski
Darko Nikolovski, slovenski raper, producent, igralec, aktivist in politik, * 23. julij 1978, Ljubljana
Dokončal je srednjo elektrotehniško šolo v Ljubljani.

## Glasba
Bil je član skupin Nedotakljivih (Nikolovski, Murat, Jose in DJ Maestro), Samih Norcev (Nikolovski, Zlatko in Plan B) in produkcijske skupine Radyoyo. Njegov prvi samostojni album je Vse ob svojem času.

## Politično udejstvovanje in simpatiziranje z NOB
Bil je član zdaj že nekdanje stranke Zares. Leta 2011 je na predčasnih parlamentarnih volitvah na njeni listi kandidiral za položaj poslanca.
Uglasbil je poezijo partizanskega pesnika Karla Destovnika - Kajuha. Je avtor namizne igre Postani partizan. Je scenarist in režiser partizanskega filma Stari pisker, pojavil se je v partizanskem filmu Dejana Baboska Preboj.

## Diskografija
- Vse ob svojem času. CD. Menart. 2005. Ljubljana COBISS